# Неожиданный (водопад)
Неожиданный, или Горбатый — водопад на левом притоке реки Стеклянухи, ручье Левый Горбатов Ключ. Высота водопада — 13 метров (по другим данным — 15,5 м). Самый высокий и посещаемый водопад Шкотовского плато. Памятник природы регионального значения с 14 августа 1987 года.

## Описание
Водопад расположен на реке Левый Горбатов Ключ, левом притоке реки Стеклянуха на высоте 570 м над уровнем море. Ширина долины реки в месте водопада — 35 метров, уклон реки — 0,25, форма речного уступа — каскад, тип по генезису — литоморфный. Сложен из базальтов кайнозойского возраста.
В ста метрах ниже водопада на правом берегу ручья находится вертикальная стена, сложенная из базальтовых шестигранных столбов (результат кристаллизации при остывании).

## Маршрут
Путь до водопада проходит по трассе Владивосток — Партизанск, в районе села Центральное необходимо свернуть на север на лесовозную дорогу. Лесовозная дорога имеет земляное покрытие, которое сильно раскисает в дождливую погоду. После порядка 8 км движения по грунтовой дороге, по левую сторону будут деревья с повязанными ленточками. Там можно оставить автомобиль. Далее налево от дороги спуститься по тропе к водопаду.